# Olga Atkinsson (1921)
Olga Atkinsson var en 25 meter lång och 5 meter bred tysk stålgaleas med ett deplacement på ca 50 ton som förliste utanför Byrum på Öland 1921. Hennes vrak utgör idag ett populärt dykmål för sportdykare.

## Historia
Olga Atkinsson var hemmahörande i Hamburg, Tyskland, och var i juli 1921 på resa mellan Lübeck och Västerås med en last av salt. Efter att ha ankrat i en vik för att ta skydd från svårt väder började fartygets ankare att dragga och hon drev in på grund. Trots försök från lokalbefolkningen att bärga fartyget med hjälp av pontoner kantrade och sjönk hon utanför Byrum.

## Sportdykning
Vraket är idag ett populärt dykmål för sportdykare. Vraket ligger ca 40 meter från land på ett djup av 12 meter och är således enkelt tillgängligt från land. Delar av vraket ligger begravet i sandbotten, men flera delar av vraket är klart synliga. Fiskarter som torsk och plattfisk återfinns ofta i närheten av vraket.